# BAFTA-díj a legjobb sminknek
A legjobb sminknek járó BAFTA-díjat a Brit Film- és Televíziós Akadémia 1984 óta adja át.

## Díjazottak és jelöltek
(a díjazottak félkövérrel vannak jelölve)

### 1980-as évek
- 1983 - A tűz háborúja - Sarah Monzani, Christopher Tucker és Michèle Burke
  - Szárnyas fejvadász – Marvin G. Westmore
  - E. T., a földönkívüli – Robert Sidell
  - Gandhi – Tom Smith
- 1984 - Aranyoskám -  Dorothy J. Pearl George Masters C. Romania Ford Allen Allen
  - Hőség és por – Gordon Kay
  - Csillagok háborúja VI: A jedi visszatér – Phil Tippett, Stuart Freeborn
  - Zelig – Fern Buchner és John Caglione, Jr.
- 1985 - Tarzan a majmok ura -  Paul Engelen, Peter Frampton, Rick Baker és Joan Hills
  - Farkasok társasága – Jane Royle és Christopher Tucker
  - Az öltöztető – Alan Boyle
  - Gyilkos mezők – Tommie Manderson
- 1986 - Amadeus - Paul LeBlanc, Dick Smith
  - Smaragderdő – Peter Frampton, Paul Engelen, Anna Dryhurst, Luis Michelotti és Beth Presares
  - Legenda – Peter Robb-King és Rob Bottin
  - Maszk – Michael Westmore
- 1987 - Ran – Káosz -  Shohichiro Meda, Tameyuki Aimi, Chihako Naito és Noriko Takemizawa
  - A bolygó neve: Halál – Peter Robb-King
  - Álomgyermek – Jenny Shircore
  - Sid és Nancy – Peter Frampton
- 1988 - A rózsa neve - Hasso von Hugo
  - A légy – Chris Walas Stephan Dupuis
  - Remény és dicsőség – Anna Dryhurst
  - A Paradicsom… – Michèle Dernelle és Jean-Pierre Eychenne
- 1989 - Az utolsó császár - Fabrizio Sforza
  - Beetlejuice – Kísértethistória – Ve Neill, Steve LaPorte és Robert Short
  - Egy marék por – Sally Sutton
  - Robotzsaru – Carla Palmer

### 1990-es évek
- 1990 - Münchausen báró kalandjai -  Maggie Weston és Fabrizio Sforza Pam Meager
  - Batman – Paul Engelen és Nick Dudman
  - Veszedelmes viszonyok – Jean-Luc Russier
  - A bal lábam – Ken Jennings
- 1991 - Dick Tracy -  John Caglione, Jr. és Doug Drexler
  - Ghost – Ben Nye Jr.
  - Cinema Paradiso – Maurizio Trani
  - Boszorkányok – Christine Beveridge, Jim Henson és Creature Shop
- 1992 - Cyrano de Bergerac -  Jean-Pierre Eychenne és Michèle Burke
  - Addams Family – A galád család – Fern Buchner, Katherine James és Kevin Haney
  - Farkasokkal táncoló – - Francisco X. Pérez
  - Ollókezű Edward – Ve Neill
- 1993 - Az utolsó mohikán - Peter Robb-King
  - Batman visszatér – Ve Neill és Stan Winston
  - Chaplin – Wally Schneiderman, Jill Rockow és John Caglione Jr.
  - Szellem a házban – Christine Beveridge
- 1994 - Orlando - Morag Ross
  - Addams Family 2. – Egy kicsivel galádabb a család – Kevin Haney, Katherine James, Fred C. Blau Jr. és Fern Buchner
  - Drakula – Greg Cannom, Michèle Burke és Matthew W. Mungle
  - Schindler listája – Christina Smith, Matthew W. Mungle, Waldemar Pokromski és Pauline Heys
- 1995 - Priscilla, a sivatag királynője - Cassie Hanlon, Angela Conte és Strykermeyer
  - Interjú a vámpírral – Stan Winston, Michèle Burke és Jan Archibald
  - A Maszk – Greg Cannom és Sheryl Ptak
  - Mrs. Doubtfire – Apa csak egy van – Greg Cannom, Ve Neill és Yolanda Toussieng
- 1996 - György király - Lisa Westcott
  - A rettenthetetlen – Peter Frampton, Paul Pattison és Lois Burwell
  - Értelem és érzelem – Morag Ross, Jan Archibald
  - Ed Wood – Ve Neill, Rick Baker és Yolanda Toussieng
- 1997 - Bölcsek kövére - Rick Baker és David LeRoy Anderson
  - 101 kiskutya – Lynda Armstrong, Martial Corneville, Colin Jamison és Jean-Luc Russier
  - Az angol beteg – Fabrizio Sforza, Nigel Booth
  - Evita – Sarah Monzani, Martin Samuel
- 1998 - A galamb szárnyai - Sallie Jaye és Jan Archibald
  - Szigorúan bizalmas – John M. Elliott, Scott H. Eddo és Janis Clark
  - Botrány a birodalomban – Lisa Westcott
  - Titanic – Tina Earnshaw, Simon Thompson és Kay Georgiou
- 1999 - Elizabeth - Jenny Shircore
  - Ryan közlegény megmentése – Lois Burwell és Jeanette Freeman
  - Szerelmes Shakespeare – Lisa Westcott
  - Bálványrock – Velvet Goldmine – Peter King

### 2000-es évek
- 2000 - Tingli-tangli - Christine Blundell
  - Amerikai szépség – Tania McComas és Carol A. O'Connell
  - Egy kapcsolat vége – Christine Beveridge
  - Az eszményi férj – Peter King
- 2001 - A Grincs – Rick Baker, Toni G, Sylvia Nava, Gail Rowell-Ryan és Kazuhiro Tsuji
  - Csokoládé – Naomi Donne
  - Tigris és sárkány – Siu-Mui Chau és Yun-Ling Man
  - Gladiátor – Paul Engelen és Graham Johnston
  - Sade márki játékai – Nuala Conway és Peter King
- 2002 - A Gyűrűk Ura: A Gyűrű Szövetsége – Peter King, Peter Owen és Richard Taylor
  - Gosford Park – Jan Archibald és Sallie Jaye
  - Harry Potter és a bölcsek köve – Nick Dudman, Eithne Fennel és Amanda Knight
  - Moulin Rouge! – Maurizio Silvi és Aldo Signoretti
  - A majmok bolygója – Rick Baker, Toni G és Kazuhiro Tsuji
- 2003 - Frida – Judy Chin, Beatrice De Alba, John E. Jackson és Regina Reyes
  - Chicago – Judi Cooper-Sealy és Jordan Samuel
  - New York bandái – Manlio Rocchetti és Aldo Signoretti
  - Az órák – Jo Allen, Conor O'Sullivan és Ivana Primorac
  - A Gyűrűk Ura: A két torony – Peter King, Peter Owen és Richard Taylor
- 2004 - A Karib-tenger kalózai: A Fekete Gyöngy átka – Ve Neill és Martin Samuel
  - Nagy Hal – Jean Ann Black és Paul LeBlanc
  - Hideghegy – Paul Engelen és Ivana Primorac
  - Leány gyöngy fülbevalóval – Jenny Shircore
  - A Gyűrűk Ura: A király visszatér – Peter King, Peter Owen és Richard Taylor
- 2005 - Aviátor – Kathryn Blondell, Sian Grigg és Morag Ross
  - Én, Pán Péter – Christine Blundell
  - Harry Potter és az azkabani fogoly – Nick Dudman, Eithne Fennel és Amanda Knight
  - A repülő tőrök klánja – Siu-Mui Chau, Lee-na Kwan és Xiaohai Yang
  - Vera Drake – Christine Blundell
- 2006 - Az oroszlán, a boszorkány és a ruhásszekrény – Howard Berger, Nikki Gooley és Gregory Nicotero
  - Charlie és a csokigyár – Peter Owen és Ivana Primorac
  - Harry Potter és a Tűz Serlege – Nick Dudman, Eithne Fennel és Amanda Knight
  - Egy gésa emlékiratai – Kate Biscoe, Lyndell Quiyou, Kelvin R. Trahan és Noriko Watanabe
  - Büszkeség és balítélet – Fae Hammond
- 2007 - A faun labirintusa – José Quetglás és Blanca Sánchez
  - Az ördög Pradát visel – Angel De Angelis és Nicki Ledermann
  - Marie Antoinette – Desiree Corridoni és Jean-Luc Russier
  - A Karib-tenger kalózai: Holtak kincse – Ve Neill és Martin Samuel
  - A királynő – Daniel Phillips
- 2008 - Piaf – Jan Archibald és Didier Lavergne
  - Vágy és vezeklés – Ivana Primorac
  - Elizabeth: Az aranykor – Jenny Shircore
  - Hajlakk – Judi Cooper-Sealy és Jordan Samuel
  - Sweeney Todd, a Fleet Street démoni borbélya – Ivana Primorac
- 2009 - Benjamin Button különös élete – Jean Black és Colleen Callaghan
  - A sötét lovag – Peter Robb-King
  - A hercegnő – Jan Archibald és Daniel Phillips
  - Frost/Nixon – Edouard Henriques és Kim Santantonio
  - Milk – Steven E. Anderson és Michael White

### 2010-es évek
- 2010 - Az ifjú Viktória királynő – Jenny Shircore
  - Coco Chanel – Thi Thanh Tu Nguyen és Jane Milon
  - Egy lányról – Elizabeth Yianni-Georgiou
  - Kilenc – Peter King
  - Doctor Parnassus és a képzelet birodalma – Sarah Monzani
- 2011: Alice Csodaországban – Valli O'Reilly, Paul Gooch
  - Fekete hattyú – Judy Chin, Geordie Sheffer
  - Harry Potter és a Halál ereklyéi - 1. rész – Amanda Knight, Lisa Tomblin
  - A király beszéde – Frances Hannon
  - Harc az egyenjogúságért – Lizzie Yianni Georgiou
- 2012: A Vaslady – Marese Langan
  - The Artist – A némafilmes – Julie Hewett, Cydney Cornell
  - Harry Potter és a Halál ereklyéi - 2. rész – Amanda Knight, Lisa Tomblin
  - A leleményes Hugo – Morag Ross, Jan Archibald
  - Egy hét Marilynnel – Jenny Shircore
- 2013: A nyomorultak – Lisa Westcott
  - Anna Karenina – Ivana Primorac
  - Hitchcock – Julie Hewett, Martin Samuel, Howard Berger
  - A hobbit: Váratlan utazás – Peter Swords King, Richard Taylor, Rick Findlater
  - Lincoln – Lois Burwell, Kay Georgiou
- 2014: Amerikai botrány – Evelyne Noraz, Kathrine Gordon
  - Túl a csillogáson – Kate Biscoe, Marie Larkin
  - A komornyik – Debra Denson, Beverly Jo Pryor, Robert L. Stevenson
  - A nagy Gatsby – Wizzy Molineaux, Ashley Johnson
  - A hobbit: Smaug pusztasága – Rick Findlater
- 2015: A Grand Budapest Hotel – Frances Hannon, Mark Coulier
  - A galaxis őrzői – Elizabeth Yianni-Georgiou, David White
  - Vadregény – Peter Swords King, J. Roy Helland
  - Mr. Turner – Christine Blundell, Lesa Warrener
  - A mindenség elmélete – Jan Sewell
- 2016: Mad Max – A harag útja – Jenny Beavan
  - A dán lány – Paco Delgado
  - Brooklyn – Odile Dicks-Mireaux
  - Carol – Sandy Powell
  - A visszatérő – Sian Grigg, Duncan Jarman, Robert A. Pandini
- 2017: Florence – A tökéletlen hang – J. Roy Helland, Daniel Phillips
  - A fegyvertelen katona – Shane Thomas
  - Doctor Strange – Jeremy Woodhead
  - Zsivány Egyes – Egy Star Wars-történet – Amanda Knight, Neal Scanlan, Lisa Tomblin
  - Éjszakai ragadozók – Donald Mowat, Yolanda Toussieng
- 2018: A legsötétebb óra – David Malinowski, Ivana Primorac, Lucy Sibbick, Kazu Hiro
  - Az igazi csoda – Naomi Bakstad, Robert A. Pandini, Arjen Tuiten
  - Szárnyas fejvadász 2049 – Donald Mowat, Kerry Warn
  - Viktória királynő és Abdul – Daniel Phillips
  - Én, Tonya – Deborah La Mia Denaver, Adruitha Lee
- 2019: A kedvenc – Nadia Stacey
  - Alelnök – Chris Gallaher, Patricia Dehaney, Kate Biscoe, Greg Cannom
  - Bohém rapszódia – Jan Sewell, Mark Coulier
  - Két királynő – Jenny Shircore
  - Stan és Pan – Mark Coulier, Jeremy Woodhead

### 2020-as évek
- 2020: Botrány – Vivian Baker, Kazu Hiro, Anne Morgan
  - 1917 – Naomi Donne
  - Joker – Kay Georgiou, Nicki Ledermann
  - Judy – Jeremy Woodhead
  - Rocketman – Elizabeth Yianni-Georgiou, Tapio Salmi, Barrie Gower
- 2021: Ma Rainey: A blues nagyasszonya – Matiki Anoff, Larry M. Cherry, Sergio Lopez-Rivera, Mia Neal
  - Mank – Kimberley Spiteri, Gigi Williams
  - Pinocchio – Mark Coulier
  - Vidéki ballada az amerikai álomról – Patricia Dehaney, Eryn Krueger Mekash, Matthew W. Mungle
  - Ásatás – Jenny Shircore
- 2022: Tammy Faye szemei – Linda Dowds, Stephanie Ingram és Justin Raleigh
  - A Gucci-ház – Frederic Aspiras, Jana Carboni, Giuliano Mariano és Sarah Nicole Tanno
  - Cyrano – Alessandro Bertolazzi és Siân Miller
  - Dűne – Love Larson és Donald Mowat
  - Szörnyella – Nadia Stacey és Naomi Donne
- 2023: Elvis – Jason Baird, Mark Coulier, Louise Coulston, Shane Thomas
  - A bálna – Anne Marie Bradley, Judy Chin, Adrien Morot
  - Batman – Naomi Donne, Mike Marino, Zoe Tahir
  - Matilda – A musical – Naomi Donne, Barrie Gower, Sharon Martin
  - Nyugaton a helyzet változatlan – Heike Merker
- 2024: Szegény párák – Nadia Stacey, Mark Coulier és Josh Weston
  - Maestro – Siân Grigg, Kay Georgiou, Kazu Hiro és Lori McCoy-Bell
  - Megfojtott virágok – Kay Georgiou és Thomas Nellen
  - Napóleon – Jana Carboni, Francesco Pegoretti, Satinder Chumber és Julia Vernon
  - Oppenheimer – Luisa Abel, Jaime Leigh McIntosh, Jason Hamer és Ahou Mofid
- 2025: A szer – Pierre-Olivier Persin, Stéphanie Guillon, Frédérique Arguello és Marilyne Scarselli
  - Dűne: Második rész – Love Larson, Eva Von Bahr
  - Emilia Pérez – Julia Floch Carbonel, Emmanuel Janvier, Jean-Christophe Spadaccini és Romain Marietti
  - Nosferatu – David White, Traci Loader és Suzanne Stokes-Munton
  - Wicked – Frances Hannon, Laura Blount és Sarah Nuth

## Külső hivatkozások
- BAFTA hivatalos oldal